# Arnavutköy
Arnavutköy és un districte d'Istanbul, Turquia, situat en la part europea de la ciutat i al costat de la mar Negra. El (nou) Aeroport Internacional d'Istanbul es troba en aquest districte.

## Divisions administratives (mahalleler)
Adnan Menderes  ·  Atatürk  ·  Anadolu  ·  Bahşayış  ·  Boğazköy  ·  Boğazköy Atatürk  ·  Bollcua  ·  Cami  ·  Çilingir  ·  Deliklikaya  ·  Dursunköy  ·  Fatih  ·  Hadımköy  ·  Haraççı  ·  Hastane  ·  Hicret  ·  İslambey  ·  İstasyon  ·  İstiklal  ·  Karlıbayır  ·  Mareşal Fevzi Çakmak  ·  Mavigöl  ·  Mehmet Akif Ersoy  ·  Merkez  ·  Nakkaş  ·  Nenehatun  ·  Ömerli  ·  Sazlıbosna  ·  Taşoluk  ·  Yavuzselim  ·  Yeşilbayır  ·  Zafer